# Палкінський район
Палкінський район (рос. Палкинский район) — муніципальне утворення у складі Псковської області, Російська Федерація.
Адміністративний центр — селище міського типу Палкіно. Район включає 7 муніципальних утворень.

## Відомі особистості
У районі народився:
- Головцин Василь Миколайович (1905—1968) — український радянський геолог (с. Острецово).